# لیندا باک
لیندا براون باک (به انگلیسی: Linda Brown Buck) (زاده ۲۹ ژانویه ۱۹۴۷) زیست‌شناس اهل ایالات متحده آمریکا است که بیشتر به‌خاطر کار روی دستگاه بویایی شناخته‌شده است. وی در سال ۲۰۰۴ به‌همراه ریچارد اکسل، به‌خاطر کار روی گیرنده‌های بویابی، برنده جایزه نوبل فیزیولوژی و پزشکی شد.

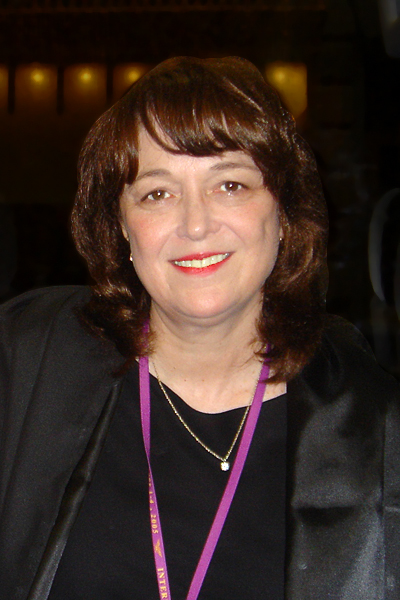
در سال ۲۰۰۴